# Salur
Salur è una suddivisione dell'India, classificata come municipality, di 48.362 abitanti, situata nel distretto di Vizianagaram, nello stato federato dell'Andhra Pradesh. In base al numero di abitanti la città rientra nella classe III (da 20.000 a 49.999 persone).

## Geografia fisica
La città è situata a 18° 31' 60 N e 83° 13' 0 E e ha un'altitudine di 117 m s.l.m..

## Società

### Evoluzione demografica
Al censimento del 2001 la popolazione di Salur assommava a 48.362 persone, delle quali 23.729 maschi e 24.633 femmine. I bambini di età inferiore o uguale ai sei anni assommavano a 5.744, dei quali 2.844 maschi e 2.900 femmine. Infine, coloro che erano in grado di saper almeno leggere e scrivere erano 28.312, dei quali 16.229 maschi e 12.083 femmine.